# Babylon (district de Domažlice)
Pour les articles homonymes, voir Babylon.
Babylon (en allemand : Babilon) est une commune du district de Domažlice, dans la région de Plzeň, en République tchèque. Sa population s'élevait à 327 habitants en 2022.

## Géographie
Babylon se trouve à 7 km au sud-ouest de Domažlice, à 53 km au sud-ouest de Plzeň et à 137 km à l'ouest-sud-ouest de Prague.
La commune est limitée par Újezd au nord, par Domažlice et Pasečnice à l'est, par Česká Kubice au sud, et par Pec à l'ouest.

## Histoire
La première mention écrite de la localité date de 1587.

## Transports
Par la route, Babylon se trouve à 8 km de Domažlice, à 61 km de Plzeň et à 154 km de Prague.